# Michał Szczepaniak

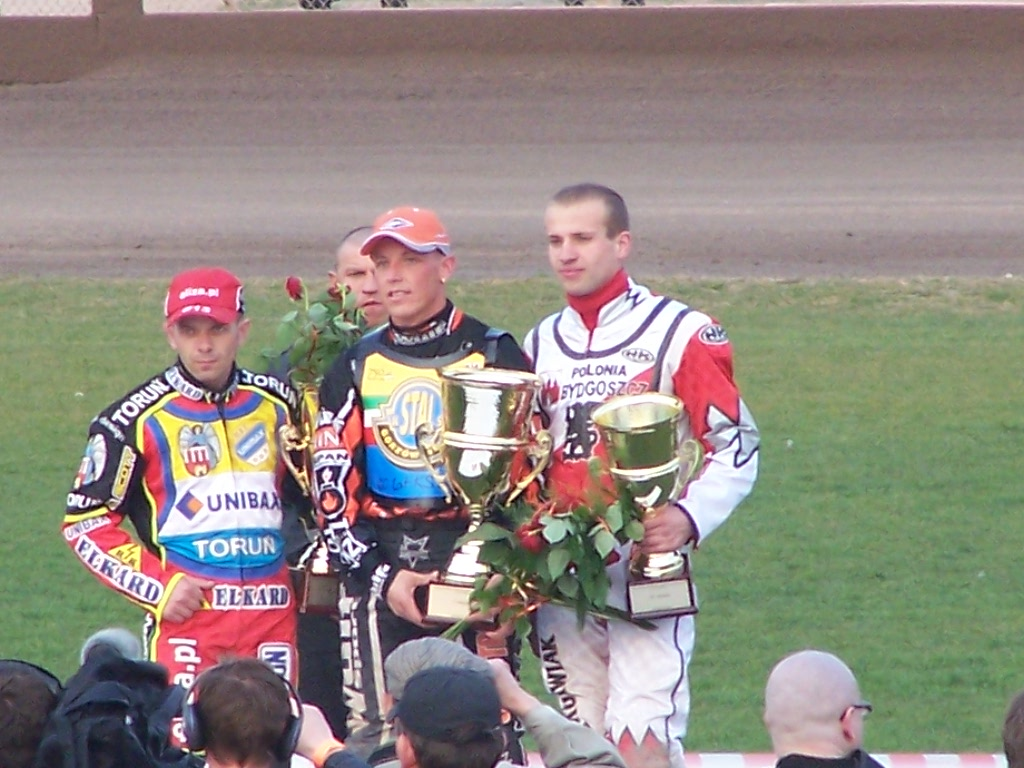
Michał Szczepaniak na podium Kryterium Asów w 2007

Michał Szczepaniak (ur. 1 sierpnia 1983 w Ostrowie Wielkopolskim) – polski żużlowiec.
Licencję żużlową zdobył w 1999 roku.
Brat Mateusza Szczepaniaka, również żużlowca.

## Przynależność klubowa

### Polska
- Iskra Ostrów Wielkopolski (1999–2001)
- TS Polonia Piła (2002-2003)
- Włókniarz Częstochowa (2004, 2008–2009)
- KM Ostrów (2005–2006)
- Polonia Bydgoszcz (2007)
- Start Gniezno (2010-2011)
- Orzeł Łódź (2012)
- ŻKS Ostrovia (2013)
- ROW Rybnik (2014)
- ŻKS Ostrovia (2015)
- KŻ Polonia Piła (2016-2017)
- GKŻ Wybrzeże Gdańsk (2018)
- TS Kolejarz Opole (2019)

### Szwecja
- Piraterna Motala (2006)

### Anglia
- Coventry Bees (2012-2013)

## Osiągnięcia
- Indywidualne Mistrzostwa Europy:
  - 2005 - 13. miejsce
- Klubowych Puchar Europy:
  - 2004 - 1. miejsce (Włókniarz Częstochowa)
- Indywidualne Mistrzostwa Polski
  - 2006 - awans do półfinału w roli rezerwowego
  - 2010 - 12. miejsce 6 pkt (1,2,1,2,0)
- Młodzieżowe Indywidualne Mistrzostwa Polski
  - 2001 - 5. miejsce
  - 2004 - 12. miejsce
- Mistrzostwa Polski Par Klubowych:
  - 2005 - 3. miejsce
  - 2006 - 5. miejsce; 6+1 pkt (3,0,2*,1,0,0)
- Młodzieżowe Mistrzostwa Polski Par Klubowych:
  - 1999 - 1. miejsce jako rezerwowy
  - 2002 - 1. miejsce
  - 2003 - 3. miejsce
  - 2004 - 4. miejsce
- Drużynowe Mistrzostwa Polski:
  - 2004 - 3. miejsce (Włókniarz Częstochowa)
- Młodzieżowe Drużynowe Mistrzostwa Polski:
  - 2002 - 2. miejsce
  - 2003 - 1. miejsce
- Złoty Kask:
  - 2005 - 13. miejsce
  - 2006 - 10. miejsce; 6 pkt (1,2,0,2,1)
- Srebrny Kask:
  - 2003 - 10. miejsce
  - 2004 – 6. miejsce
- Kryterium Asów Polskich Lig Żużlowych im. Mieczysława Połukarda
  - 2007 - 3. miejsce (1,d,3,3,3) 10+3